# Marmosops chucha
Marmosops chucha — вид ссавців родини опосумових (Didelphidae). Це ендемік північної Колумбії, де він живе на висоті від 130 до 1400 метрів над рівнем моря. Має довжину від голови до крупа 99–109 мм, хвіст 134–141 мм, лапи 17–19 мм і вуха 20–21 мм. Видова назва чуча є розмовним терміном для опосумів в колумбійській іспанській мові.